# Okamoto Kanoko

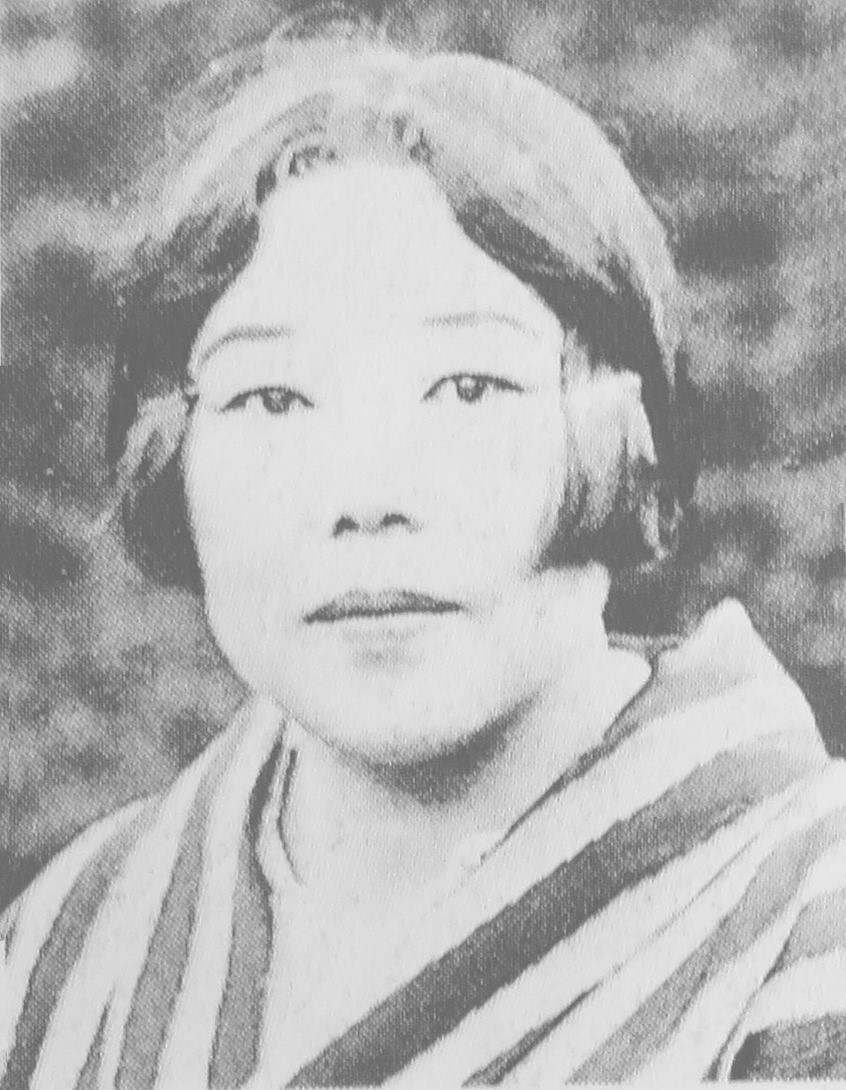
Okamoto Kanoko, 20er Jahre

Okamoto Kanoko (japanisch 岡本 かの子, geboren als Ōnuki Kano (大貫 カノ), * 1. März 1889 in Akasaka, Tokio; † 18. Februar 1939) war eine japanische Schriftstellerin.

## Leben
Okamoto Kanoko gehörte zur wohlhabenden Familie Ōnuki, der über Generationen während des Tokugawa-Shogunats Gutsbesitzer und Kaufleute entstammten. Bereits als Kind wurde sie in die klassischen japanischen Künste der Musik, des Tanzes und der Literatur eingeführt. Beeinflusst von ihrem Bruder, dem Schriftsteller Ōnuki Shōsen, und dessen Klassenkameraden Tanizaki Jun’ichirō besuchte sie die „Atomi-Gakuen“-Mädchenschule (跡見学園) und studierte an der Universität Tokio.
In dieser Zeit veröffentlichte sie, ermutigt von Yosano Akiko, erste Tankas in der Zeitschrift „Myōjō“ (明星). 1910 heiratete sie den Mangaka Okamoto Ippei, im Folgejahr wurde ihr Sohn Tarō geboren, der als Avantgardemaler bekannt wurde. Das erste Jahrzehnt ihrer Ehe war mit Schwierigkeiten verbunden, bis Ippei schließlich ihre Karriere als Schriftstellerin akzeptierte und dann auch unterstützte. Sie begann sich für den buddhistischen Mönch Shinran zu interessieren, was dazu führte, dass sie als Autor zum Buddhismus bekannt machte. 1912 erschien die erste ihrer fünf Tanka-Sammlungen unter dem Titel „Karoki-netami“ (かろきねたみ). Um ihre literarische Ausbildung zu vervollkommnen, reiste sie von 1930 bis 1932 mit ihrer Familie nach Paris, London, Berlin und schließlich in die USA.
Ihr schriftstellerischer Durchbruch kam mit der 1936 veröffentlichten Erzählung „Der Kranich ist erkrankt“ (鶴は病みき, Tsuru wa yamiki) über die letzten Tage des Schriftstellers Akutagawa Ryūnosuke, dem sie 1923 begegnet war. Ihre Kurzgeschichten und Romane behandeln wiederholt den Einfluss der Vorfahren auf den Einzelnen, wie 1939 in „Karei“ (家霊) und die angeborene Kraft von Frauen, wie in „Das Leben der Blumen ist kurz“ (花の命は短し, Hana no mei wa mijikashi) 1937, „Die alternde Geisha“ (老妓抄, Rōgishō) 1938 und „Krankhaftes Umherwandeln“ (症状流転, Shōjō ruten) 1939. 1939 erlag Okamoto kurz vor ihrem 50. Geburtstag einem Schlaganfall. 
Okamoto wurde für ihre „unkontrollierte Leidenschaft“, Narzissmus und übertriebene literarische Schnörkel kritisiert. Aber sie wurde gleichzeitig auch für den Reichtum ihrer Sprache bewundert.